# 让-马克·艾罗
让-马克·艾罗（法語：Jean-Marc Ayrault，發音：[ʒɑ̃maʁk eʁo]；1950年1月25日—），法国左翼政治家，法国社会党党员，与前社会党第一书记弗朗索瓦·奥朗德交情甚深，曾经担任德语教师，熟悉德国事务。1997年起担任法国国民议会社会党团领袖，曾于1989年3月至2012年6月担任23年南特市市长。从2012年至2014年担任法兰西共和国总理，2016至2017年担任法国外交部长。
由于2014年法国市镇选举中社会党的失败，埃罗政府于2014年3月31日辞职。内政部长曼努埃尔·瓦尔斯随后被总统奥朗德任命为新一任总理。

## 早年经历
艾罗出生于一个工人家庭，是五个孩子中的长子。青年时期，他在南特大学主修德语并在1969年赴德国维尔茨堡大学交换一年。大学毕业后，他通过了教师资格考试并开始于南特的多所中学任教。
1976年，艾罗开始担任公职并成为圣雅布兰市市长。
1971年，他与妻子布吉特.特雷安结婚。其妻是一个虔诚的天主教徒，年轻时积极参加青年基督教徒运动。并在大学时期主修当代文学。1974年起，布吉特在南特担任法语教师。她于1982年到2001年间担任区议员，并于2002年成为地方儿童权益代表。

## 南特市长
1988年地方选举前夕，社会党人艾罗成为南特市长强有力的竞争者。市长竞选中，密特朗总统与时任首相到访圣雅兰市参加活动，希拉克也到访南特予以支持。
1989年3月，艾罗以50.19%的票数赢得选举，出任南特市长。此后在1995年，2001年和2008年的选举中，艾罗连任南特市长。在任内他促成了轻轨的兴建与南特高铁的通车以及市内一些大型活动。

## 国会议员及社会党在国民议会负责人
1986年，艾罗赢得法兰西第三选区选举并成为代表卢瓦河大区的议员。
1997年，艾罗被任命为法兰西国民议会中社会党主席。
2011年，他在社会党初选中支持弗朗索瓦·奥朗德成为2012年社会党总统候选人，并参与奥朗德的总统竞选。

## 总理
艾罗在2012年5月15日被同日上任法国总统的弗朗索瓦·奥朗德任命为法兰西第五共和国第十九任总理，接替早前请辞的总理弗朗索瓦·菲永，他于翌日提交政府组阁名单。

## 内阁名单

### 第1次埃罗内阁：2012.5.16~2012.6.18
- 总长：让-马克·艾罗
- 財政部长：皮埃尔·莫斯科维奇
- 外交部长：洛朗·法比尤斯
- 國防部长：让-伊夫·勒德里昂
- 內政部长：曼努埃尔·瓦尔斯
- 司法部长：克里斯蒂亚娜·托比拉 (左派激進黨)
- 國民教育部长：樊尚·佩永（英语：Vincent Peillon）
- 高等教育和研究部长：热纳维耶芙·菲奥拉索（英语：Geneviève Fioraso）
- 文化和通訊部长：奥雷莉·菲利佩蒂
- 農業和漁業部长：斯特凡纳·勒福尔（英语：Stéphane Le Foll）
- 衛生部长：玛丽索尔·图雷纳（英语：Marisol Touraine）
- 環境、永續發展、能源部长：妮科尔·布里克（英语：Nicole Bricq）
- 青年事務和體育部长：伯努瓦·富尔内隆（英语：Benoit Fourneyron）
- 勞動、就業和社會事務部长 米歇尔·萨潘
- 區域平等和住房部长：塞西尔·迪弗洛（英语：Cécile Duflot） (歐洲生態－綠黨)
- 工業重建部长：阿诺·蒙特堡
- 女權部長兼政府發言人：纳贾特·瓦洛-贝勒卡西姆
- 國家改革、地方分權、公務員部长：玛丽利斯·勒布朗许（英语：Marylise Lebranchu）
- 海外領土部长：维克托兰·吕雷尔（英语：Victorin Lurel）

#### 國務部長
- 預算部长：热罗姆·卡于扎克（英语：Jérôme Cahuzac）
- 運輸、海運經濟事務部长：弗雷德里克·屈维利耶（英语：Frédéric Cuvillier）
- 教育成功部长：乔治·波-朗之万（英语：George Pau-Langevin）
- 國會關係部长：阿兰·维达利（英语：Alain Vidalies）
- 城市事務部长：弗朗索瓦·拉米（英语：François Lamy）
- 歐洲事務部长：貝爾納·卡澤納夫
- 老年人事務部长：米歇尔·德洛奈（英语：Michèle Delaunay）
- 工藝品、商業、觀光事務部长：西尔维娅·皮内尔（英语：Sylvia Pinel）
- 社會經濟事務部长：伯努瓦·阿蒙
- 家庭事務部长：多米尼克·贝尔蒂诺蒂（英语：Dominique Bertinotti）
- 殘疾人士事務部长：玛丽-阿莱特·卡洛蒂（英语：Marie-Arlette Carlotti）
- 發展事務部长：帕斯卡尔·康凡（英语：Pascal Canfin） (歐洲生態－綠黨)
- 法語、海外法國人事務部长：亚米娜·本吉吉（英语：Yamina Benguigui）
- 退伍軍人事務部长：卡德尔·阿里夫（英语：Kader Arif）
- 掌璽事務部长：德尔菲娜·巴托（英语：Delphine Batho）
- 中小企業與創新、數位經濟部长：芙勒尔·佩尔兰

### 第2次埃罗内阁：2012.6.18－2014.4.2
- 总长：让-马克·艾罗
- 財政部长：皮埃尔·莫斯科维奇
- 外交部长：洛朗·法比尤斯
- 國防部长：让-伊夫·勒德里昂
- 內政部长：曼努埃尔·瓦尔斯
- 貿易部长：妮科尔·布里克（英语：Nicole Bricq）
- 司法部长：克里斯蒂亚娜·托比拉（左派激進黨）
- 國民教育部长：樊尚·佩永（英语：Vincent Peillon）
- 高等教育和研究部长：热纳维耶芙·菲奥拉索（英语：Geneviève Fioraso）
- 文化和通訊部长：奥雷莉·菲利佩蒂
- 農業和漁業部长：斯特凡纳·勒福尔（英语：Stéphane Le Foll）
- 衛生部长：玛丽索尔·图雷纳（英语：Marisol Touraine）
- 環境、永續發展、能源部长：德尔菲娜·巴托（英语：Delphine Batho）
- 青年事務和體育部长：伯努瓦·富尔内隆（英语：Benoit Fourneyron）
- 勞動、就業和社會事務部长：米歇尔·萨潘
- 區域平等和住房部长：塞西尔·迪弗洛（英语：Cécile Duflot）（歐洲生態－綠黨）
- 工業重建部长：阿诺·蒙特堡
- 女權部長兼政府發言人：纳贾特·瓦洛-贝勒卡西姆
- 國家改革、地方分權、公務員部长：玛丽利斯·勒布朗许（英语：Marylise Lebranchu）
- 海外領土部长：维克托兰·吕雷尔（英语：Victorin Lurel）
- 工藝品、商業、觀光部长：西尔维娅·皮内尔（英语：Sylvia Pinel）（左派激進黨）

#### 國務部長
- 預算部长：热罗姆·卡于扎克（英语：Jérôme Cahuzac）→貝爾納·卡澤納夫 (2012.3/19上任)
- 教育成功部长：乔治·波-朗之万（英语：George Pau-Langevin）
- 國會關係部长：阿兰·维达利（英语：Alain Vidalies）
- 城市事務部长：弗朗索瓦·拉米（英语：François Lamy）
- 歐洲事務部长：貝爾納·卡澤納夫→蒂埃里·勒庞坦（英语：Thierry Repentin） (2012.3/19上任)
- 社會經濟事務部长：伯努瓦·阿蒙
- 老年人事務部长：米歇尔·德洛奈（英语：Michèle Delaunay）
- 家庭事務部长：多米尼克·贝尔蒂诺蒂（英语：Dominique Bertinotti）
- 殘疾人士事務部长：玛丽-阿莱特·卡洛蒂（英语：Marie-Arlette Carlotti）
- 發展事務部长：帕斯卡尔·康凡（英语：Pascal Canfin） (歐洲生態－綠黨)
- 職業教育、訓練事務部长：蒂埃里·勒庞坦（英语：Thierry Repentin） (2012.3/19轉任歐洲事務部長)
- 法語事務部长：亚米娜·本吉吉（英语：Yamina Benguigui）
- 運輸、海洋、漁業事務部长：弗雷德里克·屈维利耶（英语：Alain Vidalies）
- 中小企業與創新、數位經濟部长：芙勒尔·佩尔兰
- 退伍軍人事務部长：卡德尔·阿里夫（英语：Kader Arif）
- 地方分權事務部长：安娜-玛丽·埃斯科菲耶（英语：Anne-Marie Escoffier）（左派激進黨）
- 農産加工業事務部长：纪尧姆·加罗（法语：Guillaume Garot）
- 海外法國人事務部长：埃莱娜·康韦-穆雷（英语：Hélène Conway-Mouret）